# 21439 Робензінг
21439 Робензінг (21439 Robenzing) — астероїд головного поясу, відкритий 20 березня 1998 року.
Тіссеранів параметр щодо Юпітера — 3,552.